# ロマニオット

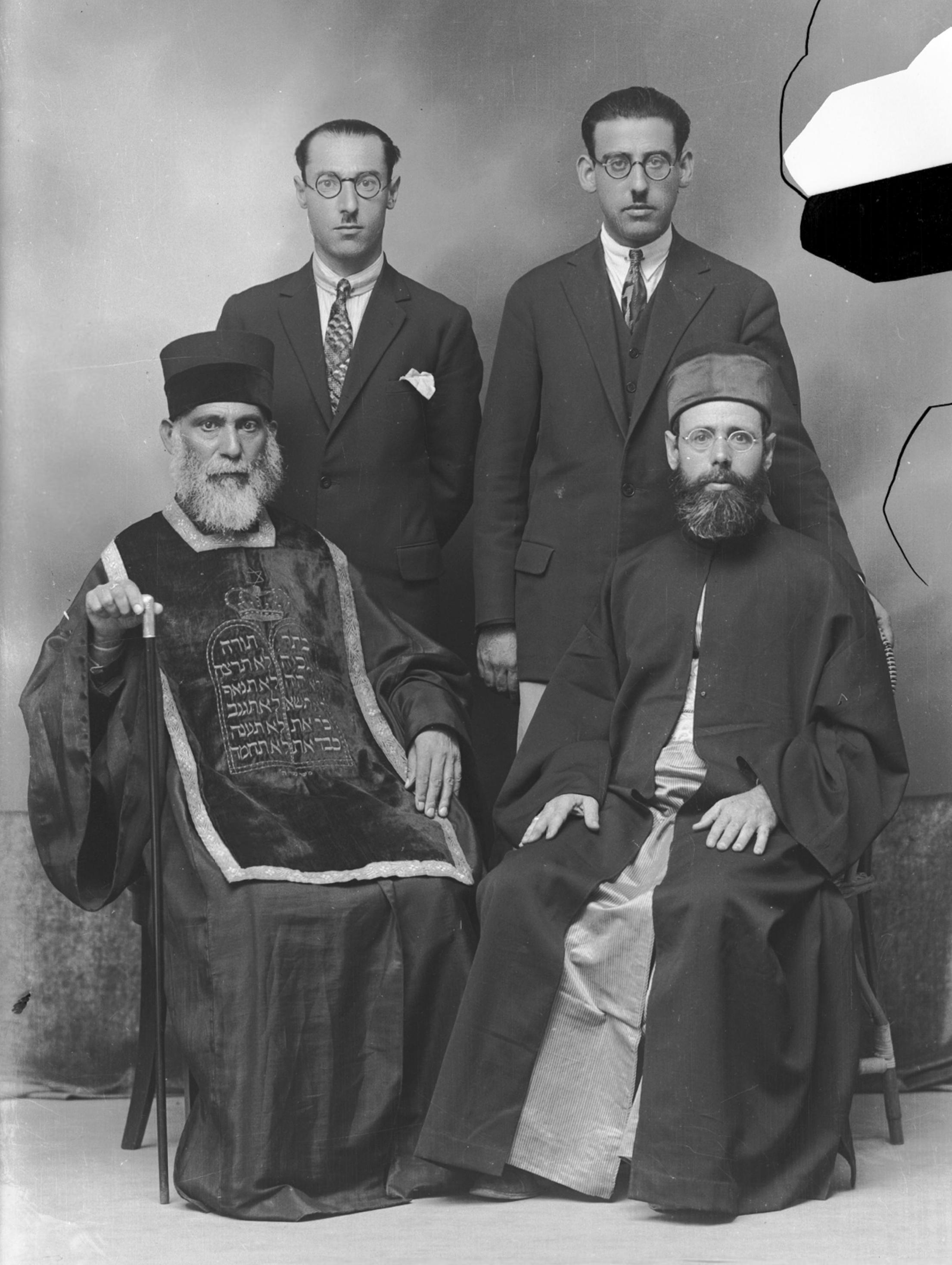
ロマニオットのコミュニティ（ギリシア共和国・ヴォロス）

ロマニオット（Romaniotes, ギリシャ語：Ῥωμανιῶτες, Rhomaniótes; ヘブライ語：רוניוטים）はヘレニズム時代から2000年以上にわたってギリシアに住んでいたユダヤ人のことである。母語はギリシア語とイェヴァン語。ギリシアのユダヤ人の多数を占めるセファルディム（1492年のスペイン追放以降にギリシアへ定住）とは異なる集団である。
現在非常に少数で、特にギリシア国内にはほとんど残っていない。

## 歴史
ギリシア系ユダヤ人の存在を示す最古の文献はオロポスという小さな町で発見された。それは紀元前300年から250年に書かれたと推測される文書で、奴隷とおぼしき男のことを「ユダヤ人モシオンの息子モショス」と記していた。
ロマニオットは、アシュケナジムともセファルディムとも異なるギリシア系ユダヤ人のグループである。ユダヤ人は、バビロン捕囚の時代にはギリシアに住み、イエスの時代にはギリシアの主要都市に複数のコミュニティを作っていたと考えられる。ロマニオットの伝承によれば、最初のユダヤ人がイオニアに到着したのは、紀元70年、第二神殿破壊の直後のことである。新約聖書によれば、聖パウロはギリシアの複数のシナゴーグで説教していたことがある。
トゥデラのベンヤミンによると、当時のギリシアで最大のユダヤ人コミュニティはテーバイにあり、約2000人のユダヤ人が住んでいた。彼らは染色や絹織物の製造で身を立てていた。当時すでに彼らはロマニオットと呼ばれていた。
1492年、スペインを追放されたセファルディムが、大挙してオスマン帝国支配下のギリシアに押し寄せた。セファルディムはロマニオットよりも裕福で誇り高く、洗練されており、ロマニオットから距離を置いていた。テサロニキは当時世界最大のユダヤ人（大半はセファルディムだった）のコミュニティとなった。テサロニキは、ラビの伝統の中心地ともなった。クレタ島では、ユダヤ人は貿易業界を支配した。
やがてロマニオットのコミュニティは、強大なセファルディムに呑み込まれて同化した。同化を免れた少数のロマニオットはイピロス地方のヨアニナや米国に生き延びた。ロマニオットの風習はセファルディムとは全く異なっていた。セファルディムの言語はラディーノだったが、ロマニオットの言語はギリシア語に由来するイェヴァン語だった。ロマニオットの学者たちは、タナハをギリシア語に翻訳した。
20世紀初頭には、ヨアニナのロマニオットは約4000人を数えた。大半は身分の低い行商人や職人だった。貧困を苦にして国外に移民する者が後を絶たず、第二次世界大戦の直前には、ヨアニナのロマニオットは1950人に減っていた。市街地の中心にあった2つのシナゴーグのうち1つは今日もなお残っている。

## 第二次世界大戦とホロコースト
第二次世界大戦中、ギリシアは枢軸国に占領され、ギリシアのユダヤ人の86%は（特にナチス・ドイツとブルガリアに占領された地域で）殺害された。ギリシア正教会と多くのキリスト教徒ギリシア人はユダヤ人の命を救おうとしたが無駄だった。ドイツ軍とブルガリア軍が多くのユダヤ人を強制収容所に送ったにも拘らず、少なからぬユダヤ人がキリスト教徒の隣人に匿われて命拾いした。しかしそれでもテサロニキだけで4万9000人のユダヤ人が強制収容所に送られて命を落とした。
ナチに占領されるまで、ギリシア政府はロマニオットを庇っていた。占領中、ロマニオットはセファルディムよりも上手にギリシア語を操ることが出来た。一方、日頃ラディーノ語を話していたセファルディムのギリシア語は癖が強く、歌うようなアクセントがあった。このためセファルディムはナチの前で目立ってしまい、殺害されることが多々あった。ナチによってセファルディムのコミュニティが軒並み滅ぼされた理由の一つはこれだった。1944年4月、ヨアニナのユダヤ人1950人のうち1860人がアウシュヴィッツとビルケナウに移送され、ほとんどがナチに殺された。
1948年にイスラエル共和国が建国されると、当時のギリシア内戦の惨禍もあいまって、ほとんどのロマニオットがイスラエルか米国に脱出した。これをもって、ギリシアにおけるロマニオットの歴史はほぼ終焉を迎えた。

## 現在
今日、ギリシアにはほとんどロマニオットが住んでいない。ヨアニナとアテネに僅かな数が住んでいるのと、イスラエルと米国（主としてニューヨーク）にいるだけである。ギリシア系ユダヤ人は概してバビロニア・タルムードの代わりにエルサレム・タルムードに従う傾向があり、独自のミンハーグ（ユダヤ教における習慣）を持ち、イェヴァン語という独自のヘブライ的ギリシア語を話している。（イェヴァンとはイオニアンの訛りである）
現在、ギリシアに住んでいるユダヤ人の数は、ロマニオットとセファルディムを含めて4500人から6000人ほどで、大半はテサロニキに住んでいる。ヨアニナのユダヤ人コミュニティの成員は僅かに50人、しかもほとんどは高齢者である。
なお、「ビバリーヒルズ青春白書」で有名な米国の女優ガブリエル・カーテリスはロマニオットの末裔といわれている。